# Friesland Ridge
Il Friesland Ridge (in lingua bulgara: Хребет Фризия Chrebet Frisija) è una dorsale montuosa dell'Isola Livingston, nelle Isole Shetland Meridionali, che fa parte dei Monti Tangra in Antartide. La denominazione deriva da quella della sua vetta più elevata, il Monte Friesland.
La dorsale ha una lunghezza di 15,5 km e va dal Botev Point a sudovest fino alla Shipka Saddle a nordest.

## Elevazione
La vetta più elevata, il Monte Friesland, che si innalza fino a 1.700 m, è quella più a nordovest tra i sei picchi principali della dorsale. La misurazione precisa dell'altezza di questa montagna ha avuto un decorso molto travagliato. Fu stimata in 1.684 m da una rilevazione bulgara del 1995/96; il valore attuale fu calcolato da una misurazione australiana con il GPS nel 2003, pressoché confermata da una nuova misurazione a 1.702 m fatta dalla spedizione polare bulgara Tangra 2004/05.
Lo spessore del ghiaccio è soggetto a cambiamenti che provocano variazioni nella misurazione dell'altezza delle vette. In base alle rilevazioni bulgare condotte con il GPS da D. Boyanov e N. Petkov, l'altezza del Monte Friesland era di 1.693 m nel dicembre 2016, il che lo rendeva a quel tempo più basso dell'adiacente St. Boris Peak (il cui punto più settentrionale, la formazione di ghiaccio detta The Synagogue si alza fino a 1.699 m).
La prima ascensione alla vetta del Monte Friesland è stata compiuta il 30 dicembre 1991 dai catalani Francesc Sàbat e Jorge Enrique partiti dalla Base antartica spagnola Juan Carlos I.

## Mappatura
Il punto centrale della dorsale è localizzato alle coordinate 62°42′15″S 60°13′30″W secondo la mappatura del britannico Ordnance Survey International del 1968; una mappatura parziale è stata effettuata nel 1991 dallo spagnolo Servicio Geográfico del Ejército; un'ulteriore mappatura bulgara si ebbe nel 2005 in base alle rilevazioni topografiche effettuate nel 1995-96 e 2004-1005.

## Elementi geografici importanti
Altri picchi e elvazioni importanti sono:
- St. Boris Peak (1.699 m),[5]
- Simeon Peak (1.580 m),
- St. Cyril Peak (1.505 m),
- Lyaskovets Peak (1.473 m),
- Presian Ridge (1.456 m),
- St. Methodius Peak (1.180 m),
- Academia Peak (1.253 m)
- Zograf Peak (1.011 m).

## Ascensioni
Le prime scalate delle vette più importanti sono state compiute:
- Monte Friesland: Francesc Sàbat e Jorge Enrique dalla Base antartica spagnola Juan Carlos I il 30 dicembre 1991;
- Lyaskovets Peak: Lyubomir Ivanov e Doychin Vasilev dal Campo Accademia il 14 dicembre 2004;
- Zograf Peak: L. Ivanov dal Campo Accademia il 31 dicembre 2004;
- St. Boris Peak: D. Boyanov e N. Petkov dal Campo Accademia il 3 gennaio 2016.[5]